# Конфедерадос

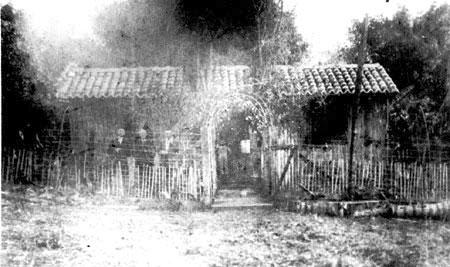
Будинок першої сім'ї конфедерадос у м. Американа.

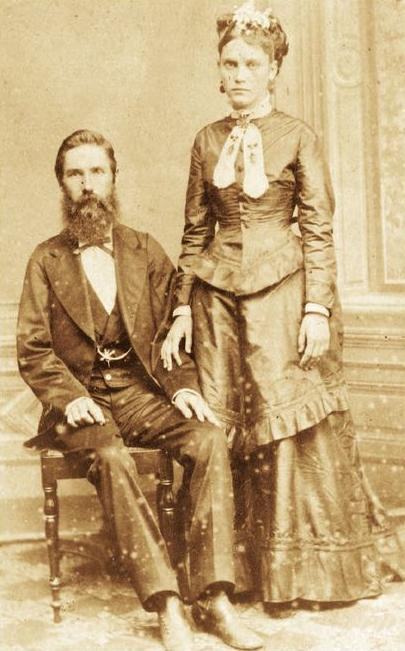
Конфедерадос Джозеф Уїтакер і Ізабель Норріс.

Конфедерадос (порт. confederados) — етнічна група в Бразилії, яка веде своє походження від приблизно 10 000 американців — конфедератів, які іммігрували з США, головним чином в район міста Сан-Паулу, після Громадянської війни. Хоча багато хто з них згодом повернулися до Сполучених Штатів, деякі залишилися в Бразилії, і нащадків конфедерадос можна виявити в багатьох містах по всій території Бразилії.

## Походження
У 1865 році, коли Громадянська війна в США підходила до кінця, значне число жителів залишили Південь: багато хто переїхав в інші області Сполучених Штатів, такі як американський Захід, але деякі покинули і саму країну. Найпопулярнішою країною для еміграції у жителів півдня була Бразилія .
Імператор Бразилії Педру II активно заохочував вирощування бавовни. Після Громадянської війни в США імператор запропонував потенційним іммігрантам дотації на переїзд до Бразилії, дешеву землю і податкові пільги . Президент Конфедерації Джефферсон Девіс і генерал Роберт Лі протестували проти еміграції жителів півдня, але багато хто проігнорував їхні вимоги і вирішили створити нове життя далеко від руйнувань війни і режиму Реконструкції.
Багато жителів півдня, які прийняли пропозицію імператора, погодилися на неї через те, що втратили свою землю під час війни, не хотіли жити під владою армії завойовників або просто не сподівалися на поліпшення економічного становища на Півдні. Крім того, в Бразилії і раніше існувало рабство (воно не було скасовано до 1888 року). Попри точку зору частини істориків, які стверджують, нібито що поширення рабства серед іммігрантів було масовим, Алсідес Гуіссі, незалежний дослідник з Державного університету Кампінас, вважає, що лише чотири сім'ї колишніх конфедератів володіли всього 66 рабами в період з 1868 по 1875 рік. Більшість іммігрантів походили з штатів Алабама, Техас, Луїзіана, Міссісіпі, Джорджія і Південна Кароліна.
Немає можливості визначити, скільки всього американців емігрувало до Бразилії згодом після закінчення Громадянської війни в США. Бетті Антунес де Олівейра виявила в записах порту Ріо-де-Жанейро дані про те, що близько 10000 американців прибули до Бразилії в період з 1865 по 1885 рік. Інші дослідники вказують кількість в 20000 . Невідоме число з них потім повернулися до Сполучених Штатів, коли умови на Півдні США покращилися. Більшість іммігрантів взяли бразильське громадянство.
Іммігранти оселилися в різних місцях, починаючи від міських районів Ріо-де-Жанейро і Сан-Паулу і до регіону північної Амазонії, особливо в Сантарені і Парані на півдні країни. Більшість конфедерадос оселилася поблизу Сан-Паулу, приблизно в двох годинах їзди на північ, в районах сучасних міст Санта-Барбара-д'Уесті і Американа. Назва останньої походить від Vila dos Americanos, як її називали місцеві жителі. Першим відомим конфедерадос був полковник Вільям Норріс з Алабами. Колонію в Санта-Барбара-д'Уесті іноді називали колонією Норріса .
Програма Педру II була визнана успішною як для іммігрантів, так і для бразильського уряду. Поселенці швидко завоювали репутацію чесних і наполегливих трудівників і принесли з собою сучасні методи ведення сільського господарства у бавовнярстві, а також нові харчові культури, таких як кавун і горіх пекан, які поширилися серед місцевих бразильських фермерів. Деякі страви американського Півдня були також прийняті бразильської культурою в цілому, такі як шаховий пиріг, пиріг з оцтом і луїзіанське смажене курча.
На початку конфедерадос продовжували зберігати багато елементів американської культури: наприклад, створили перші баптистські церкви в Бразилії. На відміну від порядків на Півдні, конфедерадос також навчали рабів і чорношкірих вільновідпущеників в своїх нових школах.
Кілька звільнених незадовго до еміграції рабів в США емігрували разом зі своїми колишніми господарями-конфедератами, а в деяких випадках зі своїми колишніми власниками, вже давно будучи вільними. Один з таких колишніх рабів, Стів Уотсон, став адміністратором тартаку свого колишнього власника, судді Дайєра Тексаса. Після повернення в США (через туги за батьківщиною і фінансової неспроможності) Дайєр продав своє майно, тартак і 12 акрів землі Уотсону. В області долини Жукуйя є багато бразильських сімей з прізвищем Васан (Vassão), що є португальською вимовою прізвища «Уотсон».